# 포드 F-750
포드 F-750은 미국의 자동차 회사인 포드에서 생산하는 극초대형 픽업 트럭이다. 1948년에 출시된 차종이다.

## 설명
포드 F-750은 포드사에서 내놓은 픽업 트럭들 중에서 가장 큰 크기를 가진 차종으로 포드 F-750은 중형 트럭으로 분류된다. 대한민국에 출시되는 화물차 중에서는 현대 메가트럭, 현대 파비스, 현대 중형트럭, 기아 라이노와 동급인 차종이 된다. 가장 처음에 나온 1세대는 포드 F-5와 포드 F-6이란 이름으로 1948년부터 1952년까지 판매, 2세대는 포드 F-620이란 이름으로 1953년부터 1956년까지 판매, 3세대는 포드 F-500과 포드 F-600이란 이름으로 1957년부터 1960년까지 판매, 4세대는 포드 F-800의 모델까지 출시되어 1961년부터 1966년까지 판매, 5세대에는 포드 F-6000, 포드 F-7000, 포드 F-900, 포드 F-1000까지 출시되어 1967년부터 1979년까지 판매, 6세대는 이전 세대에 나왔던 차종들 중 몇개의 차종들이 단종되고 포드 F-600, 포드 F-700, 포드 F-800이란 차종들만 판매하며 1980년부터 1999년까지 판매, 7세대부터는 그동안 생산되었던 포드 F-600, 포드 F-700, 포드 F-800의 차종들도 단종되고 현재의 포드 F-650과 포드 F-750의 차종으로 변경된 차종들이 출시되어 2000년부터 2015년까지 판매, 6세대는 2016년부터 출시되어 계속 판매되고 있다. 크기가 매우 큰 차종인만큼 미국에서는 일반 오프로드 외에 캠핑카나 생계를 위한 영업용 차량으로도 많이 사용된다. 포드 F-750은 이외에도 미국에선 소방차로도 많이 특장되는 차종이며 경찰차로는 크기가 매우 크기 때문에 일반 민수용 차량으로만 판매된다.

## 같이 보기
- 포드
- 픽업 트럭
- 중형 트럭